# Слепцов, Юрий Фёдорович
Юрий Фёдорович Слепцов (8 октября 1960, Луцк, Волынская область, УССР — 4 января 2025, Москва) — президент хоккейного клуба «Химик» (с 2000 года); глава Воскресенского муниципального района (с 2003 года, в 2009 году был повторно переизбран на эту должность); сопредседатель Воскресенского отделения Всероссийской общественной организации «Боевое братство»; председатель Воскресенского отделения политической партии «Единая Россия».

## Биография
Учился в Балабановской средней школе . В 1977 году окончил Ленинградское суворовское военное училище. В 1981 году закончил Коломенское высшее артиллерийское командное училище. Проходил службу на Дальнем Востоке. С 1984 по 1986 год служил в Афганистане . Вернувшись, он продолжил службу на Дальнем Востоке.
Его перевели служить в Подмосковье, когда серьёзно заболели родители. С 1994 по 1998 годы служил начальником курса в Академии ракетных войск стратегического назначения им. Дзержинского. Немного позже уволился из рядов Вооружённых Сил РФ в звании полковника.
В 1998 году во время акции «У России не должно быть безымянных солдат» познакомился с генералом Борисом Всеволодовичем Громовым.
С 24 февраля 2023 года участвовал в войне России против Украины. Скончался 4 января 2025 года
Похоронен 10 января 2025 года на Федеральном военном мемориале «Пантеон защитников Отечества».

## Коррупция
В 2009 году был избран от «Единой России» мэром Воскресенска в результате фальсификаций.
20 июля 2010 года был задержан при получении взятки в размере двухсот тысяч рублей. По данным следствия, в июле к Слепцову, занимающему на тот момент должность мэра Воскресенска, обратился представитель организации, которая пользовалась по договору краткосрочной аренды водопроводно-канализационными сетями города. Организация обратилась в администрацию города с письмом, чтобы им позволили заключить договор долгосрочной аренды на 25 лет. В ответ на это Слепцов потребовал от обратившихся 25 процентов прибыли от подотчётных организаций и 540 тысяч рублей денежного вознаграждения. Задержание произошло при получении мэром второй части взятки в кабинете президента хоккейного клуба «Химик», который Слепцов использовал в личных целях.
19 марта 2012 года по делу 2-12/2012 вынесен приговор. 30 марта 2012 года суд назначил Ю. Ф. Слепцову наказание в виде штрафа в размере 18 миллионов 100 тысяч рублей и лишил его права занимать должности на государственной службе и в органах местного самоуправления на три года. При вынесении приговора суд учёл время, которое Слепцов провёл под арестом с июля 2010 года.

## Награды
- Награждён медалью ордена Ивана Калиты (2008 год)[12].
- Награждён орденами Красного Знамени и Красной Звезды, государственными, ведомственными, общественными и иностранными медалями, знаками и медалями губернатора Московской области.
- Отмечен Знаками губернатора: «За труды и усердие», «Благодарю», «За полезное», «Во славу спорта», «За безупречную службу».
- Почётный гражданин Воскресенска (2023)